# Китайская академия современных международных отношений

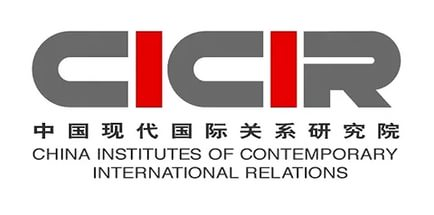
КАСМО

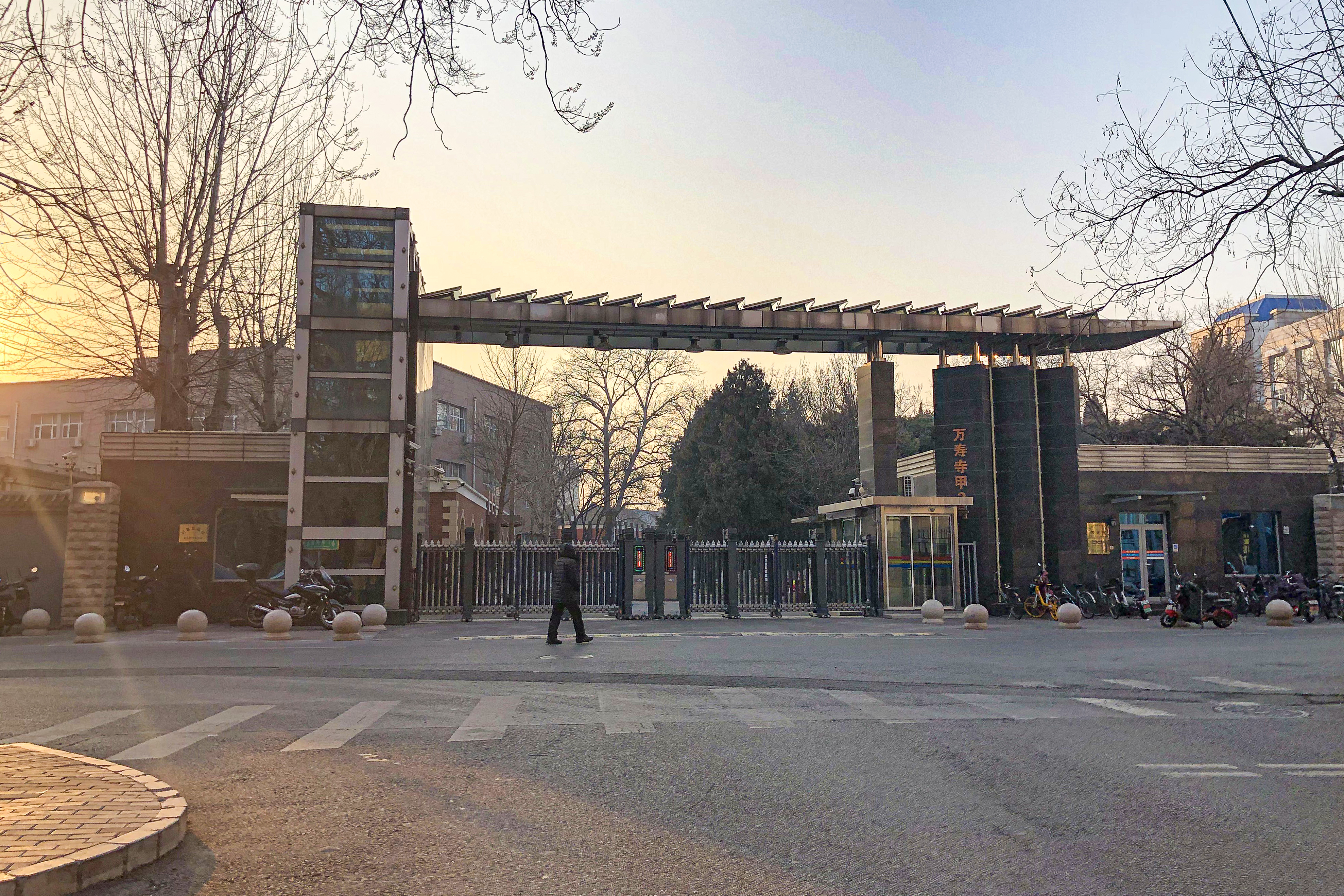
Штаб-квартира, Пекин, 2023 год.

Китайская академия современных международных отношений (кит. трад. 中国现代国际关系研究院, пиньинь Zhōngguó Xiàndài Guójì Guānxi Yánjiūyuàn）— одна из крупнейших, старейших и наиболее влиятельных гражданских научно-исследовательских академий международных исследований Китая. Связана с китайским министерством государственной безопасности, находится под контролем ЦК Коммунистической партии Китая.

## История
В 1964 году первый премьер Госсовета Чжоу Эньлай распорядился создать несколько колледжей и факультетов университетов, чтобы сосредоточиться на международных делах. Ряд министерств, в том числе Министерство иностранных дел и Министерство общественной безопасности, создали свои мозговые центры и исследовательские организации. В 1965 году был создан Китайский институт современных международных отношений(КИСМО). Но в период «Культурной революции» институт был закрыт.
В 1980 году на фоне политики реформ и открытости к внешнему миру Дэн Сяопин разрешил вести дела с иностранцами в качестве повышения сбора разведывательной информации. Был вновь создан КИСМО, который в 2003 году был переименован в Китайскую академию современных международных отношений КАСМО. КАСМО находится под влиянием Министерства государственной безопасности, финансируется из государственного бюджета, но и получает иностранные гранты

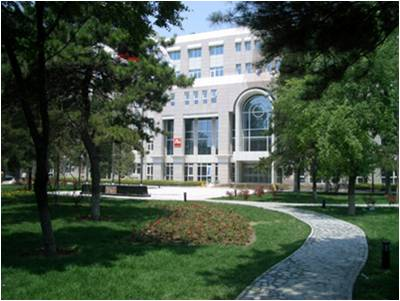
Здание КАСМО

## Деятельность
На сегодняшний день КАСМО — это один из ведущих и авторитетных мозговых центров Китая. КАСМО занимается изучением глобальных и региональных проблем, стратегий в сфере политики, экономики и безопасности, исследованием стран и регионов. Академия является научно-исследовательской организацией, занимающейся комплексным изучением проблем развития международных отношений в современном мире. По праву считается старейшим мозговым центром Китая в области международных отношений. Занимает 6-е место в десятке лучших мозговых центров страны,5-е место в рейтинге 25 ведущих аналитических центров Азии и входит в рейтинг 75 ведущих мозговых центров мира. Исследовательская работа академии сконцентрирована на изучении вопросов мирового стратегического развития политической, экономической деятельностей, сферы безопасности, международных связей Китая, а также на проблемах регионального развития.

## Научно-исследовательская работа
Научно-исследовательские работы академии направляются в соответствующие правительственные органы в форме отчетов, а также публикуются в академических журналах. Большое внимание в научных трудах уделяется анализу и прогнозам в политической, экономической и военной сферах.
C 1981 года КАСМО издает ежемесячный журнал «Contemporary International Relations» на китайском и английском языках, ежемесячные справочные материалы «International Materials and Information» на китайском языке, а также специализированные работы по международным проблемам.
Библиотека является самой крупной в Китае по количеству книг, посвященных проблемам международных отношений, и насчитывает около 500 тысяч наименований на разных языках. Выписывается свыше 1 тысячи периодических изданий, газет, журналов.

## Структура
Президент — Цзи Чжие

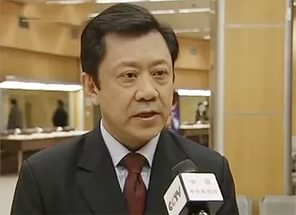
Президент Цзи Чжие

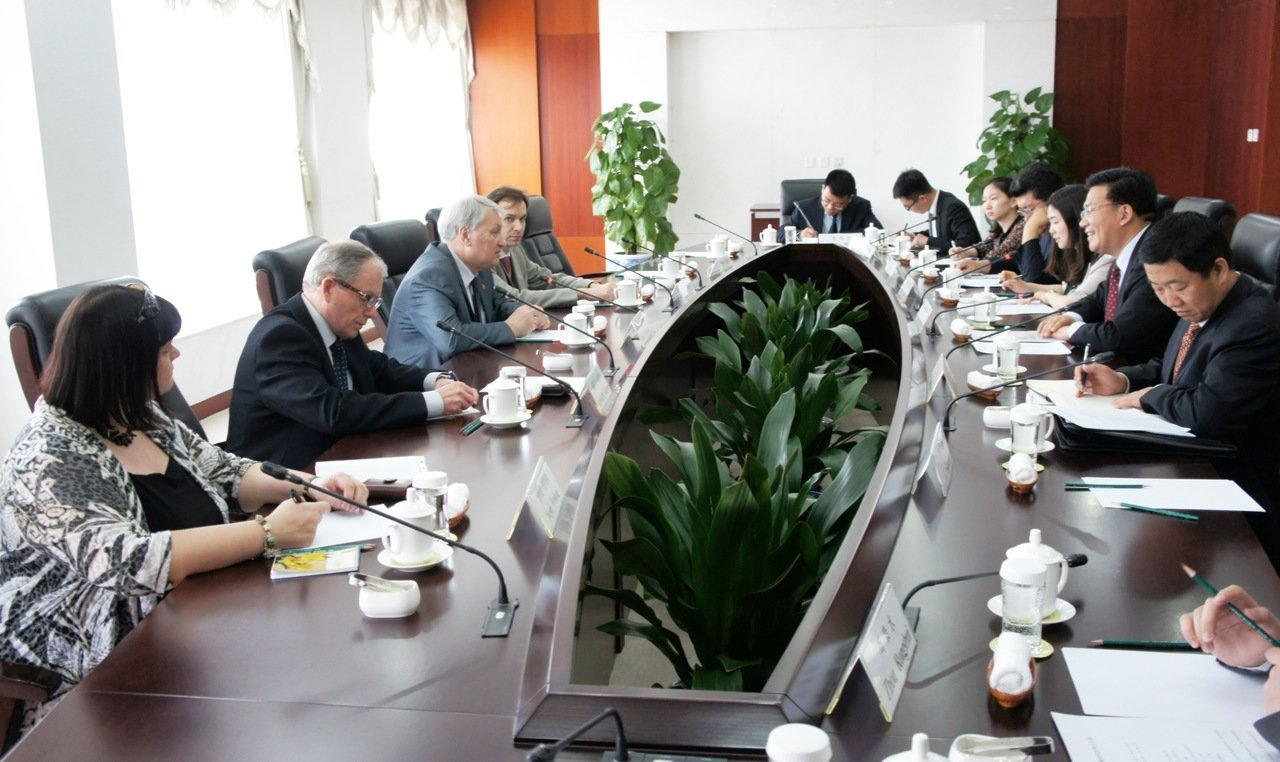
Переговоры

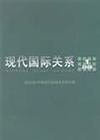
Журнал КАСМО «Contemporary International Relations».

Вице-президенты — Ли Хуйин, Ян Минцзе, Лэй Хун, Ван Цзайбан, Ли Шаосянь
Включает 11 институтов:
- Институт изучения России
- Институт изучения США
- Институт изучения Латинской Америки
- Институт изучения Европы
- Институт изучения Японии
- Институт изучения Южной и Юго-Восточной Азии
- Институт изучения Западной Азии и Африки
- Институт изучения социального и информационного развития
- Институт мировых политических исследований
- Институт мировых экономических исследований
- Институт безопасности и контроля над вооружениями

Включает 2 организации:
- Отдел изучения Корейского полуострова
- Отдел изучения Центральной Азии

Включает 8 исследовательских центров:
- Центр изучения Гонконга и Макао
- Центр Тайваня
- Центр этнических и религиозных исследований
- Центр изучения процессов глобализации
- Центр антитеррористических исследований
- Центр исследований в области управления кризисными ситуациями
- Центр экономической безопасности
- Центр морской стратегии

## Научный обмен
Многие научно-исследовательские академии принимают на своей стороне иностранные делегации. Приглашают посетить академию для участия в международных конференциях и семинарах, организованных специалистами, на которых представители делятся информацией, передают научный опыт. Ежегодно КАСМО посещает различные центры, проводят лекции, круглые столы.
17 сентября 2014 года глава института развития России Фэн Юйцзюнь с коллегами посетил город Иркутск. Делегация посетили Иркутский государственный технический университет. Делегация КАСМО осмотрела университетский Технопарк и минералогический музей, ознакомилась с научными лабораториями университета. На встрече с первым проректором ИрГТУ Н. П. Коноваловым гости высоко оценили инновационный потенциал разрабатываемых в ИрГТУ технологий. Главной целью визита стало определить новые перспективы экономического сотрудничества между Восточной Сибирью и Северо-Восточным Китаем.
Также по инициативе регионального министерства внешнеэкономических связей и международного сотрудничества впервые сотрудники КАСМО приехали в Забайкальский край. Делегация посетила город Читу с целью изучить приграничные регионы досконально, так как это поможет в расширении взаимодействия по всему спектру российско-китайского сотрудничества.